# 요하네스 리히테나워

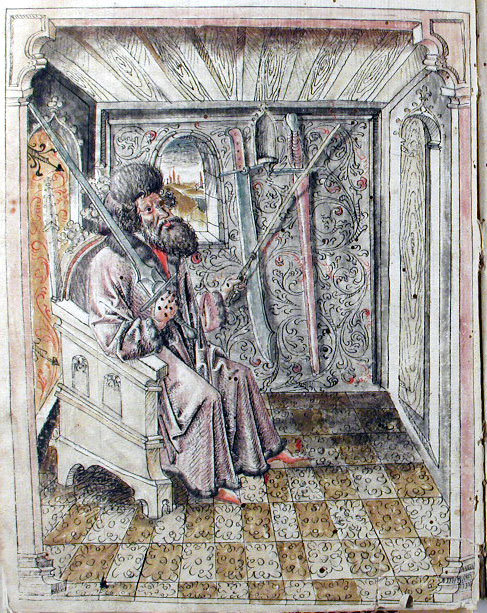

요하네스 리히테나워(Johannes Liechtenauer, 13?? ~ 13??)는 14세기 중세 독일의 독일류 검술 사범(meister)이다.
리히테나워 본인에 의한 직접적 유물 또는 사적은 거의 남아 있는 것이 없으며, 그 행적은 대부분 다른 소드 마스터들의 저술을 통해 알려져 있다. 그 생에에 대한 유일한 기록은 뉘른베르크 필사본 GNM 3227a에 등장하는 “리히테나워 사범은 철두철미하면서도 정당하게 무예를 익히고 또 통달했으나, 그 자신이 무예를 창시한 것은 아니었다. 대신 그는 검술이라는 정당하고 진실된 무예를 익히기 위해 많은 나라를 돌아다녔다”라는 문장이다.
리히테나워는 15세기와 16세기의 독일류 검술에 큰 영향을 미쳤다. 15세기의 소드 마스터 파울루스 칼은 ‘리히테나워 회’(Gesellschaft Liechtenauer)가 15세기의 중요한 펜싱 교범 다수에 연관이 있다고 기술했다. 그뿐 아니라 리히테나워의 가르침은 성 마르코 형제단(Marxbrüder) 등 15세기와 16세기에 발흥한 검술 길드의 진원지였다.